# Saint-Pierre-du-Palais
Saint-Pierre-du-Palais – miejscowość i gmina we Francji, w regionie Nowa Akwitania, w departamencie Charente-Maritime.
Według danych na rok 1990 gminę zamieszkiwało 260 osób, a gęstość zaludnienia wynosiła 20 osób/km² (wśród 1467 gmin regionu Poitou-Charentes Saint-Pierre-du-Palais plasuje się na 748. miejscu pod względem liczby ludności, natomiast pod względem powierzchni na miejscu 679.).